# HTS tentiQ
HTS TENTIQ es una empresa alemana dedicada al diseño y la fabricación de estructuras temporales. Su sede principal se encuentra en Kefenrod, Alemania.

## Historia
HTS TENTIQ se estableció en 2001 en Kefenrod, Alemania.
En 2002 y 2003 se inauguraron las estratégicas oficinas de ventas en Reino Unido, Francia y  Oriente Medio, y en el 2006 se extendieron con la apertura de una oficina en Rusia, y otra en India en 2007.
En 2013, la empresa adquirió la mayoría de las acciones de Huaye Tent (Kunshan) Co., Ltd. en China.
En 2014 se estableció la HTS Industriebau, una filial que se especializó en el diseño y la fabricación de estructuras de acero de rápida construcción.
En la actualidad, HTS TENTIQ está considerada como un líder en el sector de las estructuras temporales, y suministra una de las selecciones más diversas y de mayor tamaño de estructuras temporales y carpas para eventos temporales y semipermanentes para los sectores público y privado de todo el mundo.
En la actualidad, la empresa da empleo a una plantilla, altamente calificada y formada, de más de 260 personas en el sitio de Kefenrod, la mayor parte de los cuales llevan siendo empleados de HTS TENTIQ desde el inicio. En esta plantilla se incluye al equipo de más de 50 expertos en ventas situados estratégicamente por todo el mundo para abarcar todas las regiones y proporcionar apoyo, suministro y distribución local, además de la instalación si hiciera falta.

## Actividad
En 2009 la empresa diseñó el edificio temporal de tres plantas del pabellón Pit Lane para el evento 500 km de Adelaida, que tuvo lugar en Australia Meridional. La estructura constaba de las siguientes características: a nivel del suelo contaba con 36 garajes Pit Lane, la planta baja albergaba varios centros operativos y consultorios médicos, y el primer y segundo piso constituían numerosas y diversas habitaciones para huéspedes, espacios para la retransmisión en televisión y radio, un espacio para el control de carreras, un centro de prensa, entre otros.
Más tarde en el 2009, la empresa lanzó HTS Industrial, una división especializada dedicada al alquiler y la venta de edificios industriales temporales y almacenes dirigidos al consumidor final. La división cuenta actualmente con almacenes de distribución y ventas en Europa, Australia y los Estados Unidos.
En 2010 se lanzó y se patentó oficialmente un nuevo sistema de estructura de cuadro híbrido de carbono/aleación, el “Carbon-Hybrid”, que redujo considerablemente el volumen y el peso de las estructuras gracias a los insertos de carbono. En el mismo año se patentó el exterior acristalado y el sistema de paredes sólidas de HTS Avantgarde.
En 2012, una orden con el Ministerio de Defensa de Federación de Rusia estableció una nueva división militar dedicada al diseño, la fabricación y el suministro de campamentos completamente equipados, carpas militares individuales y refugios.
En 2013, la empresa ganó una licitación de 27,6 millones de dólares americanos por la construcción de una nueva terminal en el aeropuerto internacional de Nairobi (Kenia), tras la destrucción del edificio original en un incendio. La nueva terminal permitió aumentar la capacidad del aeropuerto a 7,5 millones de personas al año.
En 2015 la empresa llevó a cabo un proyecto sobre la construcción de varios campamentos de refugiados en Alemania, y en 2016, durante la feria Tent Expo 2016, se firmó un contrato con Italia para dar solución a los campos de refugiados.
En julio de 2016, la empresa obtuvo un proyecto para una estructura que iba a ser utilizada en el Estadio Chornomorets, en Odessa, para el Festival de la Canción de Eurovisión 2017 Sin embargo, el 9 de septiembre se anunció que el Festival de la Canción de Eurovisión se celebraría en Kiev, en el Centro Internacional de Exposiciones.
La empresa también diseñó, fabricó e instaló las construcciones de las exposiciones para el Sokolniki Park. En 2008 se construyó una estructura semipermanente de dos pisos con una área total de 3,650 m².
La empresa provee regularmente estructuras para acoger a los espectadores durante los eventos de carreras de Audi, Porsche, BMW, Hankook y otros fabricantes automovilísticos.
Según lo informado por la empresa, la facturación de la empresa ascendió a 120 millones de euros en el 2012.
La empresa ganó los premios IFAI e IFEA.